# 日本校服

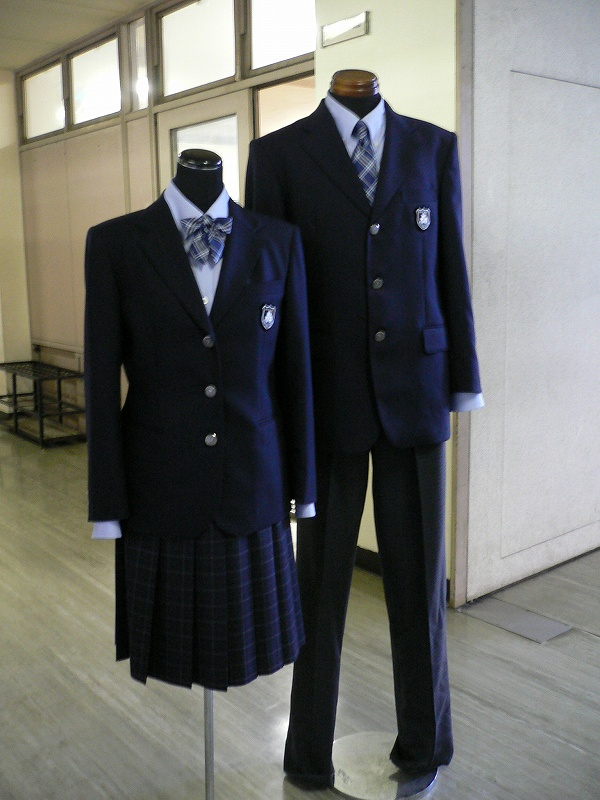
大阪府立泉尾高等学校制服。舊制高等女學校的水手服已於2003年停用，並採用西裝式制服

日本校服始於19世紀末，現代校服是從幼稚園便開始穿著，直至高等學校畢業後才結束；除此外，日本社會上亦有不少校服風潮。

## 起源
日本早期之學校制服可以追溯至明治維新時期，當時學校制度還沒整頓，還存在由藩士經營的藩校。以慶應義塾為例，有無帶刀之和服腰帶服裝。而最早採用西式之制服是於1873年開校之「工学寮」（工部大學的前身）。1879年，學習院以減少學生因貧富差距而感到自卑為目的，指定學校統一服裝，以當時日本軍服為範本設計出男子立領制服。其後在帝國大學（東京大学的前身）指定為校服後，其他中學、大學也跟隨指定其為校服樣式。
大正時期，女子制服方面，受西方文化影響與女性地位提高，流行一種以絳紫色稱之「海老茶式部」的行燈袴裙，並多數用箭羽花紋的御召縮緬和服上衣紡織品搭配靴子或皮鞋等西方鞋作為學校制服。
大正後期開始，學校開始採用西式服裝作制服用途。男子採用以明治時期學習院指定之統一服裝，女子採用由福岡女學院大學院長伊利莎白·李（日语：エリザベス・リー）於1921年提出以英國皇家海軍的軍服為範本的水手服裝，是李院長曾於英國擔任交換學生時所接觸到。並在1920年到1930年期間在教育家下田歌子的推動下被許多學校所引用，男女制服的改動是為了取締不方便的袴裝束。
昭和中期，戰爭的關係，物資短缺即將來臨，開始對全國學校實施制服統一。1941年，文部省規定初中以上學校必須以國民服乙型與戰鬥帽為學校制服。戰爭結束後，規定廢除，直至經濟回復，學校制服才再次普及。

## 使用情況

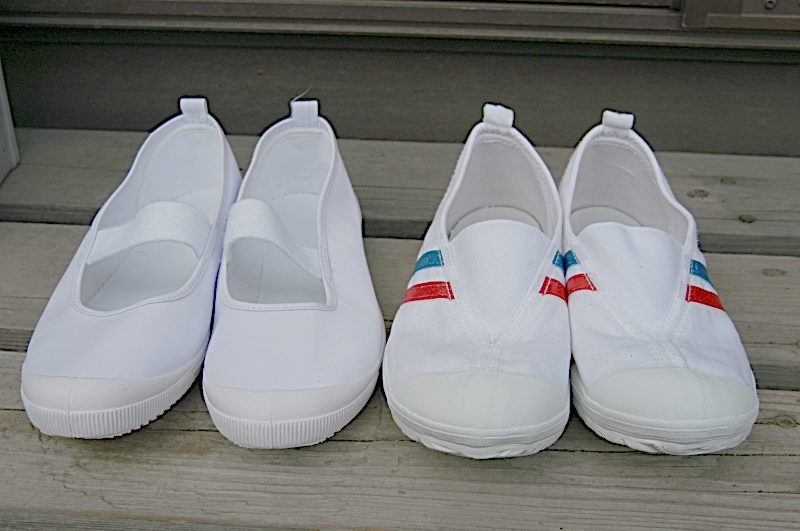
日本學校都會要求學生在校舍內換上室內鞋

從上幼兒園開始，日本學童便要穿著校服，分普通的園服與遊戲時之遊戲服，是套在便服外的校服。
小學後，多數小學都允許學童穿著便服，但也有少數私立學校要求學童穿著校服。要求穿著校服之學校，男童裝大多是穿著白色上衣搭配深色制服短褲。而女童裝的制服包括了白襯衫以及灰色百褶裙，也有學校是採用水手服樣式。而在要拍攝班級活動照片時，會穿著比平常上學日更加正式的制服樣式。無論有男童或女童裝，都有可能因應季節、場合或活動，而要求統一更換。不論有否要求校服，學生都會帶上顏色鮮明的上學帽，作為交通安全、防中暑、識別年級等用途而戴。
中學，無論是哪間學校，學生都會統一分配到相同樣式的制服，多數學校都會將其制服列為學費內，不需額外繳費；學校通常會提供該校的制服，以及體育課時穿著的運動服及運動褲。而根據就讀學校自訂的規則，學生通常可以自由依天氣狀況，選擇所穿著的制服的冬夏款式。而一些學生可能會故意挑戰既有的規定，而沒有照規定穿著服裝。如穿著大且寬鬆的襪子，或者是女學生透過往上繫的方式將裙子長度縮短等；而一些男學生可能沒有把袖子拉好，或者是直接將制服解開。
日本學校平均在6月初開始換替夏季校服，10月換替冬季校服。為適應氣候變化，有些學校把5至6月、9至10月設為換季的過渡時間，在這時段內學生可視乎氣候，選擇穿著夏季或冬季校服。有些學校甚至有所謂「中間服」，即是除去西装外套後的服装。因地理位置關係，北海道平均延至6月中旬才更換夏季校服，9月中旬更換冬季校服。九州地方平均5月初更換夏季校服，11月初更換冬季校服。

## 校服樣式

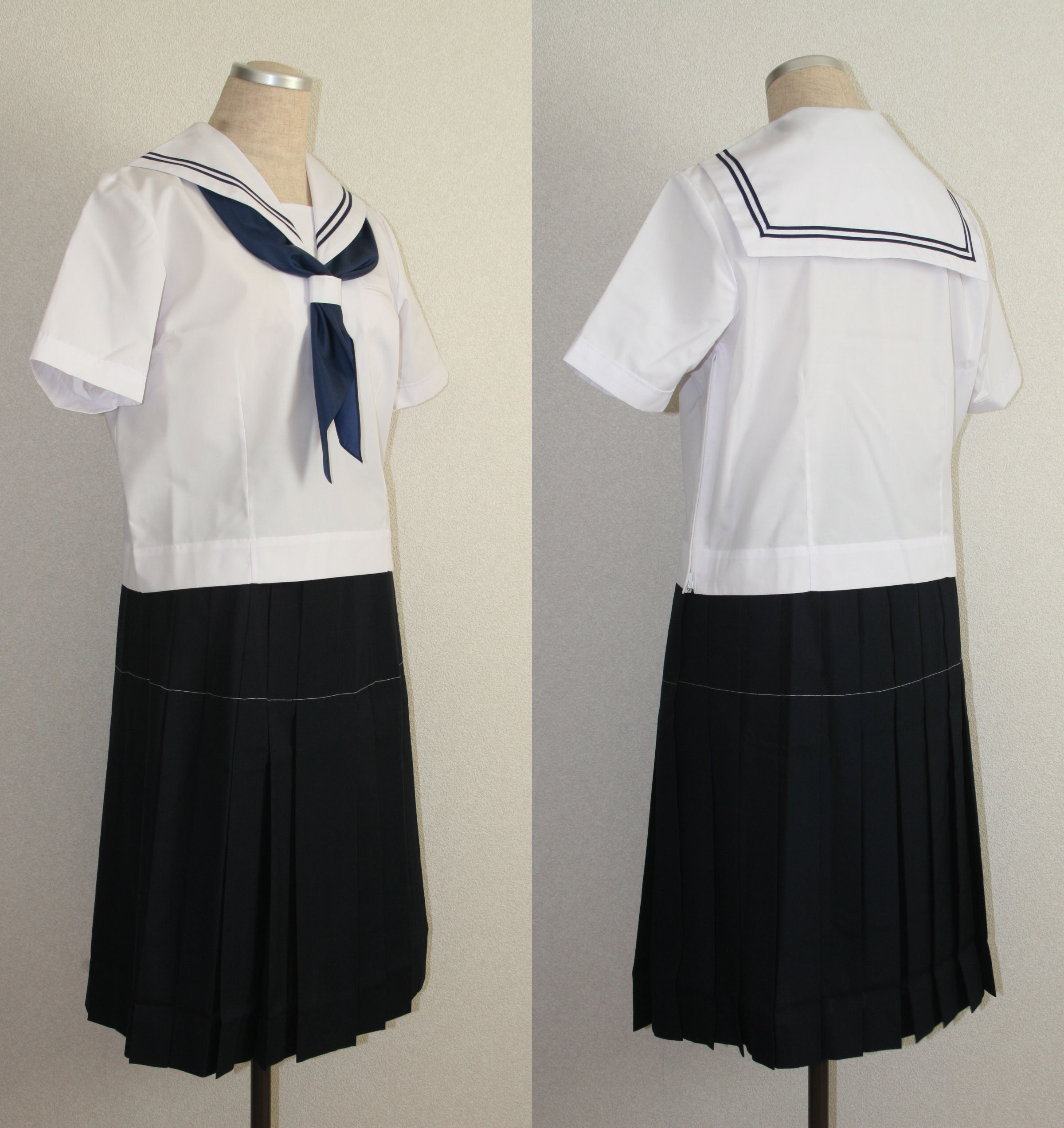
傳統女子校服，水手服之夏季樣式。

女學生之校服無論在款式、花紋、選擇等都比男學生為多，因而女學生服通常會成為女子應考生選擇學校其中之一個選項，學校也因此更重視女學生服，部份學校更是每十年更新一次女子校服。

### 立領制服
傳統男子校服，是學習院於1879年制定，這種制服大多是白色襯衫搭配黑色外衣，也有些學校是以海軍藍或深藍色作外衣顏色。制服的特點在脖子衣領處會變狹窄，這同時也是明治時期仿照普魯士軍隊所設計軍裝的特點之一。鈕扣得由衣服下擺處扣到立領處，而為了表達尊敬學校之意，部份校服鈕扣上有學校的校徽。除了上衣外，學校還會提供黑色或深色長褲以及皮帶。有些學校會要求學生在脖子衣領處，標示該位學生的年級標籤。傳統上立領制服還會搭配上學生帽，不過這項習慣已經很少有學校使用。鞋子方面，除了部份學校仍要求皮鞋外，大部分學校已允許學生穿著運動鞋來學校。

### 水手服
傳統女子校服，少數小學的男子校服款式，西日本部份兒童合唱團所採用之制服。
水手服又稱作水兵服，是女中學生所穿著的校服款式，部份小學之男子校服也採用此款式。據傳最早在1920年時，平安女學院已有穿著類似水手服校服規定。但直到1921年，才由福岡女學院院長伊利莎白·李提出，才將水手服大量推廣到全日本。水手服是仿照當時英國皇家海軍的制服為範本，因為李院長曾於英國擔任交換學生時接觸到。到了第二次世界大戰之後，這種校服開始在亞洲各地區普及。如在香港，它已經成為了除了英式校服、六幅裙和旗袍以外，最多學校所選用的服裝。
如同提供給男性、具有濃厚軍事風格的立領制服一样，水手服也是參考海军服装樣式設計。水手服擁有特殊的领子及裙子，主要是由一件附有水手風格衣領的整齊襯衫，搭配百褶裙所組成。不同於立領制服，水手服是具有夏装、秋装與冬装之差別。随著季节的变换，夏季和冬季服装在袖子长度和裙子材料会有相應调整。通常夏季服裝會較為輕盈，以使學生較為舒適；而冬季服裝的布料則較為厚實，有時會另外搭黑色外套或長袖外衣以應付寒冷天候。
在衣服正面，会有一个領巾或蝴蝶結造型的領結。水手服常見的颜色有海军蓝、白色、灰色及黑色等，而領巾或領結則有深藍色、白色、灰色、紅色和黑色等變化，有的學校以不同顏色領巾、領結區分年級。最早的水手服搭配的裙子，裙子長度觸及鞋子。但到了1980年代後，這種樣式多已被認為是過時的做法。直至今日，有些學生穿著之百褶裙已經和迷你裙無異。 
除了衣物外，鞋、袜及其他附件等，部份學校也有所規定，由學校提供。袜子通常是採海军蓝或者白色，而鞋子则多为黑色或者棕色。儘管有一定的規範，但是一些爱好时尚的女孩也喜欢在这上面作些不同的花樣，如改穿著長襪、膝上襪、褲襪或泡泡襪等。

### 西裝式制服
多數高等學校所採用之男女子校服，小、中學近年採用此服飾作校服也有所增加。
儘管現今傳統的立領制服與水手服仍被廣泛使用，但許多學校也開始採用自教區學校傳開的西裝式制服。
1980年代，日本的校園暴力和欺凌等事件愈趨頻繁，成為了當時一大社會問題。不少不良女學生將水手服的裙襬改長至地面，破壞水手服的形象，因此許多學校開始放棄水手服，改用西裝上衣配上格子花紋裙的西裝式制服。由於格子花紋裙子加長後的模樣並不好看，學生也不會再改長裙子，並且社會已經開始將水手服和壞學生畫上等號，使水手服的普及率大幅滑落。
男學生的西裝式制服上衣部分由白襯衫、領帶以及西裝外套組成，部分學校會加上校徽；而下半身多穿著深色長褲，且通常和西裝外套不同顏色。女學生的制服同樣由襯衫、領帶以及西裝外套組成，不過下半身多是穿著花呢格紋的裙子或深色長褲。

## 流行文化

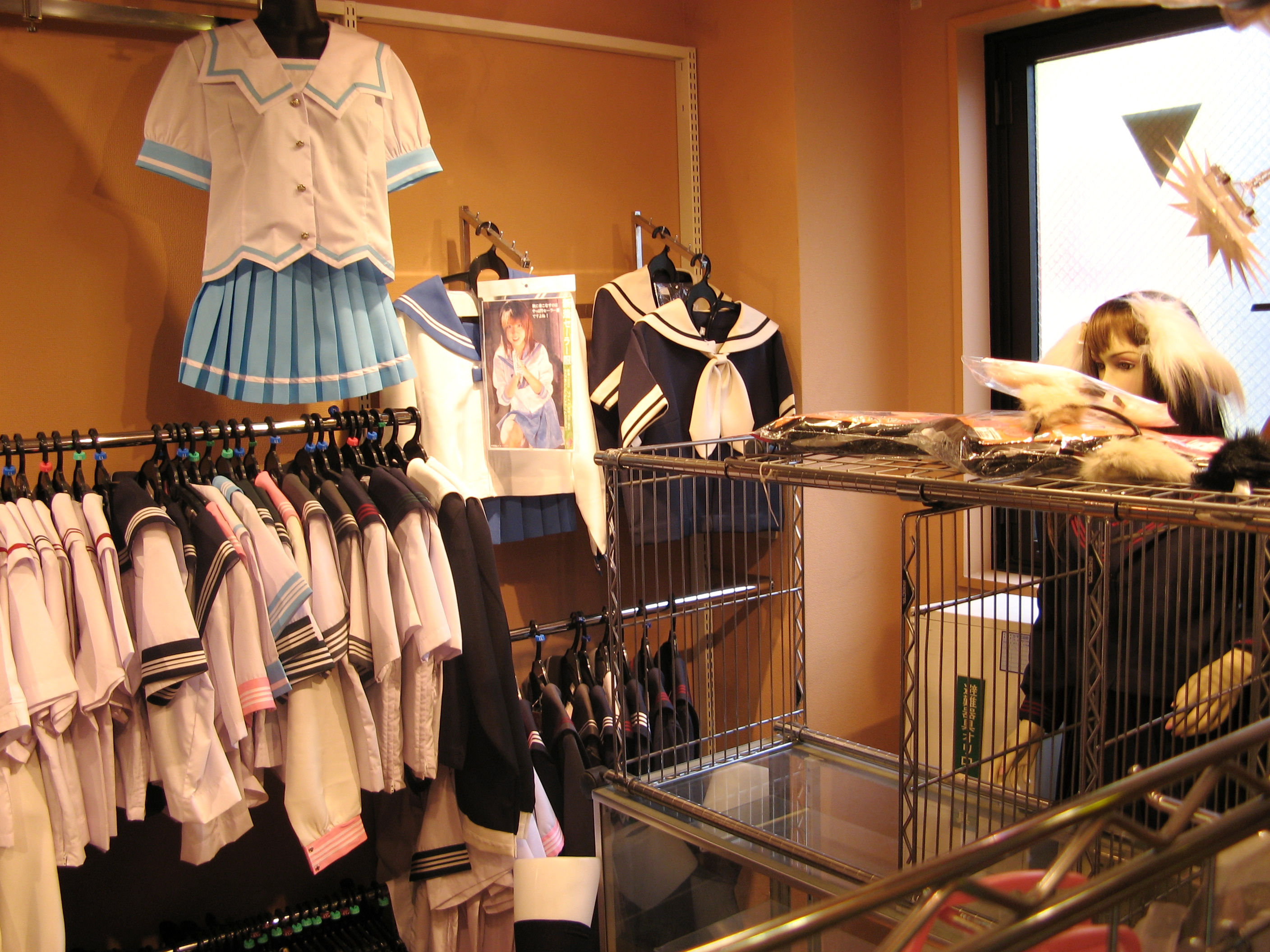
東京秋葉原內一間販賣水手服Cosplay的店舖

### 學生
大多女中學生會因該校校服美觀而在不用上課等日子也穿著校服。而且也被一些人看为是群体的象征，或作為表现个性的手段，對校服進行了私下的改動。这些改動可能包括：对裙子的加长和改短、卷袖和撤掉丝带，以及在领下藏各种徽章等。

### 社會
學生制服對某些人是一種懷舊的感想，並常與「無憂無慮的青春」聯想在一起。萬聖節或Cosplay常見以水手服為範本重新設計的服飾。某部份哥德蘿莉的服裝也參考了水手服的設計。
這些學生制服由於對於某些人有一定的象征意义，且廣受戀制服者的喜愛。尽管现今日本在法律条文的修改中，對於制服的販賣行為加以限制，但仍有許多二手的水手服，透過一些叫的地下组织贩卖。由於水手服廣被視為性感象徵的一類，在日本的成人影片中经常能看到學生制服的影子，甚至出現了標榜著「水手服系」的AV女優。而在一些酒吧或如脫衣舞等色情場所中，也有服務人員穿著水手服的現象。1980年代日本著名的少女偶像團體「小貓俱樂部」就以《不要脱人家的水手服啦》（セーラー服を脱がさないで）一曲走紅。

### 動漫
水手服與其他樣式的学校制服一樣，在日本的御宅族文化中有著非常重要的作用。不少漫畫、動畫以及同人誌均採用校服作形象，例如著名的動畫《美少女戰士》（美少女戦士セーラームーン），其多名角色便是穿上了水手服。其他還有像《涼宮春日系列》、《庫洛魔法使》、《東京喵喵》、《海底嬌娃——皇藍華》、《犬夜叉》、《幸運☆星》等。而動漫作品內往往會將現實中色調較樸素、長度較長的制服，以較誇張的手法改畫成色彩繽紛甚至迷你裙的校服。